# Andrea di Mariotto del Minga
Andrea di Mariotto del Minga (1540 – 1596) è stato un pittore italiano, del periodo manierista.

## Biografia

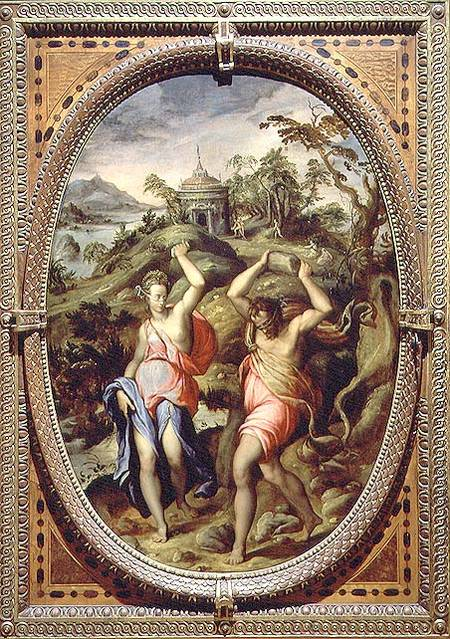
Decaulione e Pirra

Pittore fiorentino, fece parte del gruppo di artisti utilizzato da Giorgio Vasari per affrescare lo Studiolo di Francesco I in Palazzo Vecchio.